# Неовизантийски стил
Неовизантийският стил или още популярен като Византийският ренесанс е стил в архитектурата, в който са изградени редица религиозни, институционални и обществени сгради. Възниква през 1840 г. в Западна Европа в Марсилия (антична Масалия, Прованс) и достига своя апогей през последното десетилетие на XIX век в Руската империя.
Неовизантийският стил е също така изключително популярен на Балканите през първата половина на XX век. Архитектурният стил е заимстван и повлиян от църквата „Света София“ в Константинопол. Също заимства редица архитектурни елементи от византийския стил в православната християнска архитектура в Ориента между V и XI век, както от тези в Равенския екзархат.
Шедьоври в неовизантийски стил има в София – „Свети Александър Невски“, катедрален храм на Българската православна църква; Санкт Петербург и Царско село – „Възнесение Господне“, построен от Екатерина Велика; Военоморската катедрала „Свети Николай“ в Кронщат – главен храм на руския военноморски флот; руски храм „Свети Александър Невски“ в Париж.
В неовизантийски стил са съградени и много католически храмове – Уестминстърската катедрала (не абатство) – главен католически храм на Англия и Уелс в Лондон; Сакре кьор на хълма Монмартър в Париж; Базиликата Нуестра Сеньора де Аточа в Мадрид, разрушена по време на Гражданската война в Испания; Марсилска катедрала; Нотър Дам дьо ла Гард, както и много храмове в САЩ и другаде.
В Източен Йерусалим на Елеонския хълм има и лутерански храм в неовизантийски стил – Църквата Възнесението – с прилежаща към него болница (втората по големина в града). Църквата и болницата на комплекса са построени от Фондацията на пруската кралица Августа Виктория (1858–1921 г.) – кралица на Прусия и императрица на Германската империя.